# Amplitud de dispersió
En física quàntica, l'amplitud de dispersió és l'amplitud de probabilitat de l'ona esfèrica sortint en relació amb l'ona plana entrant en un procés de dispersió en estat estacionari. A grans distàncies del centre de dispersió simètric central, l'ona plana es descriu per la funció d'ona
{\displaystyle \psi (\mathbf {r} )=e^{ikz}+f(\theta ){\frac {e^{ikr}}{r}}\;,}
on {\displaystyle \mathbf {r} \equiv (x,y,z)} és el vector de posició; {\displaystyle r\equiv |\mathbf {r} |}; {\displaystyle e^{ikz}} és l'ona plana entrant amb el nombre d'ona k al llarg de l'eix z; {\displaystyle e^{ikr}/r} és l'ona esfèrica sortint; θ és l'angle de dispersió (angle entre la direcció incident i dispersa); i {\displaystyle f(\theta )} és l'amplitud de dispersió. La dimensió de l'amplitud de dispersió és la longitud. L'amplitud de dispersió és una amplitud de probabilitat; la secció transversal diferencial en funció de l'angle de dispersió es dóna com el seu mòdul al quadrat,
{\displaystyle d\sigma =|f(\theta )|^{2}\;d\Omega .}
La forma asimptòtica de la funció d'ona en un camp extern arbitrari pren la forma 
{\displaystyle \psi =e^{ikr\mathbf {n} \cdot \mathbf {n} '}+f(\mathbf {n} ,\mathbf {n} '){\frac {e^{ikr}}{r}}}
on {\displaystyle \mathbf {n} } és la direcció de les partícules incidents i {\displaystyle \mathbf {n} '} és la direcció de les partícules disperses.

## Condició unitària
Quan la conservació del nombre de partícules és certa durant la dispersió, condueix a una condició unitària per a l'amplitud de dispersió. En el cas general, tenim 
{\displaystyle f(\mathbf {n} ,\mathbf {n} ')-f^{*}(\mathbf {n} ',\mathbf {n} )={\frac {ik}{2\pi }}\int f(\mathbf {n} ,\mathbf {n} '')f^{*}(\mathbf {n} ,\mathbf {n} '')\,d\Omega ''}
El teorema òptic segueix a partir d'aquí mitjançant la configuració {\displaystyle \mathbf {n} =\mathbf {n} '.}
En el camp centralment simètric, la condició unitària esdevé
{\displaystyle \mathrm {Im} f(\theta )={\frac {k}{4\pi }}\int f(\gamma )f(\gamma ')\,d\Omega ''}
on {\displaystyle \gamma } i {\displaystyle \gamma '} són els angles entre {\displaystyle \mathbf {n} } i {\displaystyle \mathbf {n} '} i alguna direcció {\displaystyle \mathbf {n} ''}. Aquesta condició limita el formulari permès per {\displaystyle f(\theta )}, és a dir, la part real i imaginària de l'amplitud de dispersió no són independents en aquest cas. Per exemple, si {\displaystyle |f(\theta )|} en {\displaystyle f=|f|e^{2i\alpha }} es coneix (per exemple, a partir de la mesura de la secció transversal), doncs {\displaystyle \alpha (\theta )} es pot determinar de tal manera que {\displaystyle f(\theta )} es determina de manera única dins de l'alternativa {\displaystyle f(\theta )\rightarrow -f^{*}(\theta )}. 

## Expansió parcial de l'ona
En l'expansió de les ones parcials, l'amplitud de dispersió es representa com una suma sobre les ones parcials,
{\displaystyle f=\sum _{\ell =0}^{\infty }(2\ell +1)f_{\ell }P_{\ell }(\cos \theta )}
on fℓ és l'amplitud de dispersió parcial i Pℓ són els polinomis de Legendre. L'amplitud parcial es pot expressar mitjançant l'element de matriu S d' ona parcial Sℓ ( {\displaystyle =e^{2i\delta _{\ell }}} ) i el canvi de fase de dispersió δℓ as
{\displaystyle f_{\ell }={\frac {S_{\ell }-1}{2ik}}={\frac {e^{2i\delta _{\ell }}-1}{2ik}}={\frac {e^{i\delta _{\ell }}\sin \delta _{\ell }}{k}}={\frac {1}{k\cot \delta _{\ell }-ik}}\;.}
Aleshores la secció transversal total
{\displaystyle \sigma =\int |f(\theta )|^{2}d\Omega }
es pot ampliar com a 
{\displaystyle \sigma =\sum _{l=0}^{\infty }\sigma _{l},\quad {\text{where}}\quad \sigma _{l}=4\pi (2l+1)|f_{l}|^{2}={\frac {4\pi }{k^{2}}}(2l+1)\sin ^{2}\delta _{l}}
és la secció transversal parcial. La secció transversal total també és igual a {\displaystyle \sigma =(4\pi /k)\,\mathrm {Im} f(0)} degut al teorema òptic.
Per {\displaystyle \theta \neq 0}, podem escriure 
{\displaystyle f={\frac {1}{2ik}}\sum _{\ell =0}^{\infty }(2\ell +1)e^{2i\delta _{l}}P_{\ell }(\cos \theta ).}